# Filippo Ganna
Filippo Ganna (Verbania, 25 luglio 1996) è un ciclista su strada e pistard italiano che corre per il team Ineos Grenadiers.
Professionista su strada dal 2017, soprannominato Top Ganna, è un passista specializzato nelle prove a cronometro.  In questa specialità è stato campione del mondo nel 2020 e nel 2021 e campione nazionale nel 2019, nel 2020, nel 2022, nel 2023, nel 2024 e nel 2025. Ha inoltre vinto sette tappe al Giro d'Italia (quattro nel 2020, due nel 2021 e una nel 2024) e una tappa alla Vuelta a España 2023.
Su pista ha vinto la medaglia d'oro nell'inseguimento a squadre alle Olimpiadi di Tokyo 2020, occasione nella quale ha contribuito a fissare il nuovo record del mondo a 3'42"032. Dall'8 ottobre 2022 detiene il record dell'ora (record che ha unificato alla "miglior prestazione umana sull'ora") grazie ad una distanza di 56,792 km percorsi nel Velodrome Suisse di Grenchen. È l'unico atleta della storia capace di laurearsi campione del mondo di inseguimento individuale per sei volte (nel 2016, 2018, 2019, 2020, 2022 e nel 2023), specialità nella quale ha detenuto il record del mondo. Inoltre, con il quartetto dell'inseguimento a squadre si è laureato campione del mondo nel 2021.

## Biografia
Figlio di Marco Ganna, ex-canoista olimpico ai Giochi di Los Angeles 1984, Filippo è nato a Verbania, sulle rive del Lago Maggiore, ed ha una sorella minore, Carlotta, fidanzata di Matteo Sobrero. Ha frequentato l'Istituto Lorenzo Cobianchi e dal 2020 risiede a Minusio, in Canton Ticino, Svizzera.

## Carriera

### Gli esordi
Gareggia nella categoria Allievi con il Pedale Ossolano dal 2011 al 2012, ottenendo 20 vittorie, sei al primo anno e quattordici, tra cui il campionato nazionale a cronometro, al secondo. Nel 2013 debutta tra gli Juniores con la Castanese Verbania, diretta da Alberto Donini e Terenzio Baronchelli, cogliendo sei successi, cinque dei quali a cronometro; l'anno dopo vince invece sette gare su strada, fra cui il titolo nazionale contro il tempo e la Chrono des Nations di categoria, e il titolo di campione nazionale Juniores di inseguimento individuale.
Nel 2015 fa il suo esordio tra gli Under-23 con la Viris Maserati-Sisal Matchpoint di Vigevano: in stagione si aggiudica tre corse, tra cui la Chrono Champenois a Bethény. Nella seconda parte di stagione gareggia come stagista per la Lampre-Merida, formazione World Tour diretta da Giuseppe Saronni, partecipando anche alla cronometro Under-23 dei campionati del mondo di Richmond.

### 2016: il primo titolo mondiale nell'inseguimento
Nel 2016, gareggiando con il Team Colpack, si aggiudica il Grand Prix Laguna Poreč, competizione valida per l'UCI Europe Tour. Convocato per i campionati del mondo su pista a Londra stabilisce in qualificazione il nuovo record italiano nell'inseguimento individuale (4'16"127) e riesce poi ad aggiudicarsi il titolo mondiale di specialità superando in finale il tedesco Domenic Weinstein con il tempo di 4'16"141. Nella stessa rassegna iridata conclude quarto nell'inseguimento a squadre con il quartetto della Nazionale. In seguito conquista la Parigi-Roubaix Espoirs, primo italiano a riuscirci nella storia della corsa.
In luglio vince il titolo europeo Under-23 di inseguimento individuale con il tempo di 4'14"165, migliorando ulteriormente il record italiano, e conquista la medaglia d'argento nell'inseguimento a squadre Under-23 stabilendo un altro primato nazionale. In agosto partecipa per la prima volta ai Giochi olimpici, a Rio de Janeiro, ottenendo il sesto posto finale nell'inseguimento a squadre con il quartetto azzurro completato da Simone Consonni, Francesco Lamon e Michele Scartezzini (che sostituisce Liam Bertazzo). In settembre ai campionati europei su strada Under-23 si piazza quindi secondo a cronometro, a 30" del tedesco Lennard Kämna, sulla distanza di 25,4 km; nella prova in linea, con arrivo sullo strappo di Plumelec, si classifica invece sesto nella volata vinta da Aljaksandr Rabušėnka.

### 2017-2018: il debutto daproe il secondo titolo mondiale nell'inseguimento
Passa professionista nel 2017 con la UAE Team Emirates, formazione World Tour emiratina (ex Lampre-Merida). In marzo debutta nelle classiche del Nord, alla Gand-Wevelgem, ma è costretto a ritirarsi a causa di una caduta. Ristabilitosi per i campionati del mondo su pista di Hong Kong, a metà aprile, nella rassegna iridata vince prima il bronzo con il quartetto dell'inseguimento a squadre (completato da Simone Consonni, Francesco Lamon e Liam Bertazzo) e poi la medaglia d'argento nell'inseguimento individuale, battuto in finale dall'australiano Jordan Kerby. Rientrato alle corse su strada in maggio, conclude quinto nella cronometro del Tour of California e poi nono nella prova a cronometro Elite dei campionati europei di Herning. Conclusa la stagione su strada, torna in pista e nei primi giorni di novembre ottiene un'importante conferma, vincendo con i compagni della Nazionale la prova inseguimento a squadre della tappa di Coppa del mondo di Pruszków.
Tornato alla strada, nel gennaio 2018 si presenta in ottima forma alla Vuelta a San Juan in Argentina. Dopo essersi classificato quarto sullo strappo finale che caratterizza la seconda tappa, si classifica secondo nella terza frazione, una cronometro individuale di 14,4 km. Grazie a questi piazzamenti veste per la prima volta in carriera la maglia di capoclassifica di una corsa a tappe. Perde la maglia di capoclassifica al termine della quinta tappa, un arrivo in salita, in favore di Gonzalo Najar, retrocedendo al terzo posto della generale: conclude così la corsa al terzo posto della classifica, suo primo podio in una corsa a tappe professionistica, vincendo anche la classifica di miglior giovane.
Poche settimane dopo, ai campionati del mondo su pista di Apeldoorn, conquista il bronzo nell'inseguimento a squadre insieme a Simone Consonni, Francesco Lamon e Liam Bertazzo, realizzando anche il nuovo record italiano. Nell'inseguimento individuale conquista quindi il suo secondo titolo mondiale battendo il portoghese Ivo Oliveira e realizzando il nuovo record italiano (4'13"622 nella semifinale, 4'13"607 in finale).
Successivamente debutta al Giro delle Fiandre, ritirandosi dopo essere stato a lungo in fuga, e alla Parigi-Roubaix che conclude fuori tempo massimo. Dopo aver corso anche il Tour of California, il Tour de Suisse e il BinckBank Tour, il 4 ottobre al Campionato italiano a cronometro si classifica secondo alle spalle di Gianni Moscon.

### 2019: il terzo iride nell'inseguimento e il bronzo mondiale a cronometro
Per la stagione 2019 Ganna si accasa al Team Sky. Ottiene il primo successo da professionista, al debutto con la nuova squadra, imponendosi nella prima tappa del Tour de la Provence, una cronometro individuale di 8,9 km. In marzo si aggiudica il suo terzo titolo mondiale nell'inseguimento individuale, battendo in finale, come già nel 2016, il tedesco Domenic Weinstein.
In giugno partecipa ai campionati nazionali a cronometro, sul tracciato di Bedonia: diventa campione nazionale della specialità, precedendo di 52 centesimi di secondo Alberto Bettiol. Ad agosto si aggiudica, sempre a cronometro, la sesta frazione del BinckBank Tour, precedendo il connazionale Edoardo Affini. Il 25 settembre 2019 si aggiudica la medaglia di bronzo nella cronometro individuale al mondiale su strada nello Yorkshire.

### 2020: quarto mondiale a inseguimento, primo mondiale a cronometro e i successi al Giro
Nel febbraio 2020 a Berlino si laurea campione del mondo nell'inseguimento individuale per la quarta volta, stabilendo nelle qualificazioni il record del mondo di 4'01"934 (il precedente primato, 4'02"647, fissato in Coppa del mondo nel novembre 2019, già gli apparteneva); nella stessa rassegna iridata è anche medaglia di bronzo dell'inseguimento a squadre.

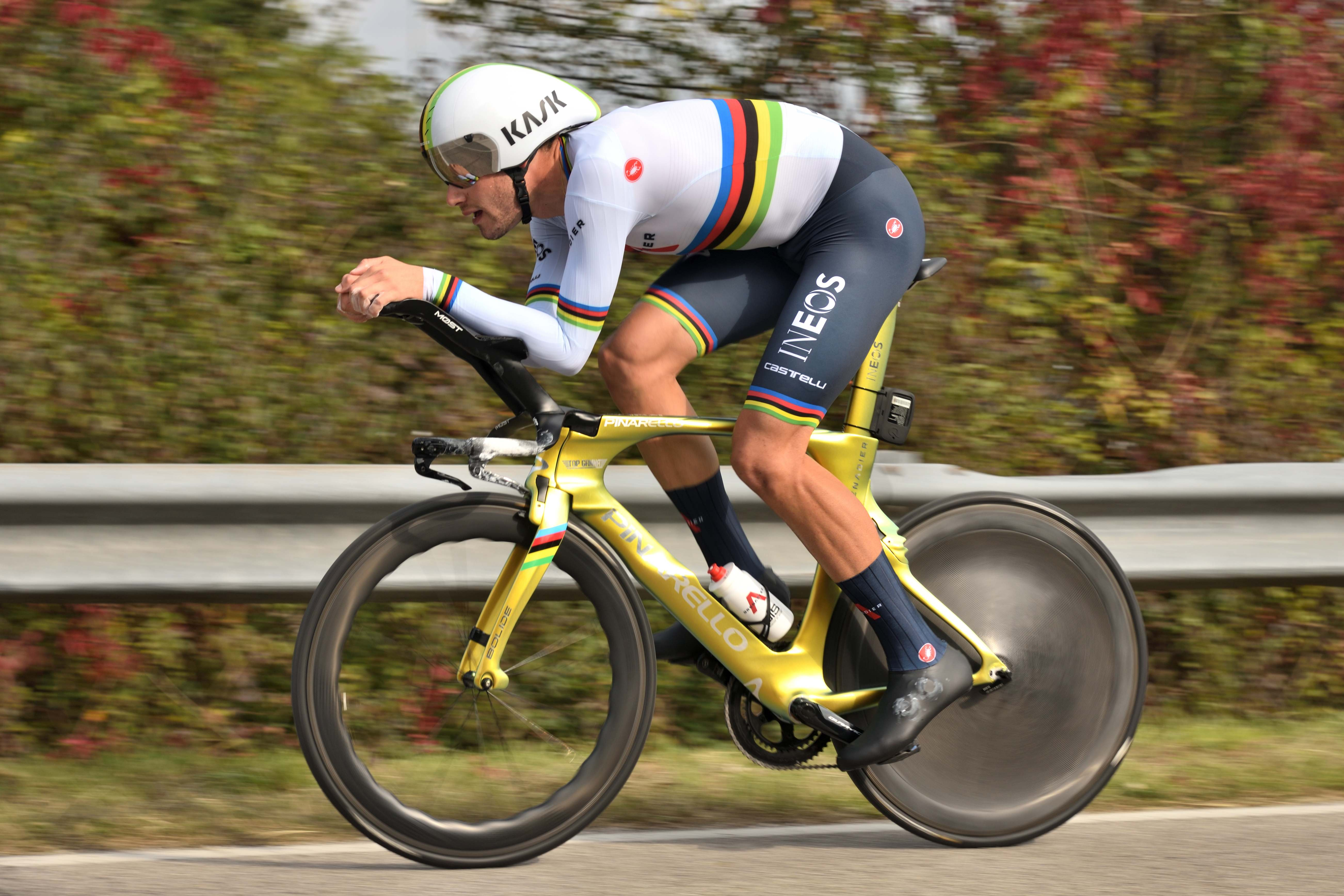
Filippo Ganna in maglia iridata impegnato nella 14ª tappa del Giro d'Italia 2020.

Il 14 settembre vince la cronometro conclusiva della Tirreno-Adriatico sul tracciato classico di San Benedetto del Tronto con il tempo di 10'42", battendo il record precedente stabilito da Fabian Cancellara che nel 2016 aveva affrontato lo stesso percorso in 11'08". Undici giorni dopo, il 25 settembre, a Imola si laurea campione mondiale a cronometro coprendo i 31,7 km del percorso a quasi 53 km/h di media oraria e battendo il belga Wout Van Aert e lo svizzero Stefan Küng. Diventa così il primo atleta italiano a vincere la medaglia d'oro nella prova a cronometro iridata.
A ottobre prende parte al Giro d'Italia, primo grande Giro in carriera. Durante la "Corsa rosa" si aggiudica la cronometro inaugurale da Monreale a Palermo, la quinta tappa con un arrivo in solitaria a Camigliatello Silano, staccando i compagni di fuga sulla salita finale e precedendo il gruppo maglia rosa di una trentina di secondi, la quattordicesima tappa, la cronometro del prosecco, da Conegliano a Valdobbiadene, e infine la cronometro conclusiva di Milano. Il suo bottino finale è di quattro vittorie nel Giro di esordio, diventa inoltre il primo ciclista dal Giro d'Italia 1995 a vincere tutte e tre le cronometro di un singolo Giro. In virtù della vittoria ottenuta nella prima tappa Ganna indossa anche la maglia rosa per due giorni, cedendola in seguito al portoghese João Almeida. In aggiunta, grazie al successo a Camigliatello Silano, indossa anche la maglia azzurra, in quanto leader della classifica scalatori, per quattro frazioni.
Nel mese di novembre, a causa di una positività al coronavirus, è costretto a saltare i campionati europei su pista in programma a Plovdiv, in Bulgaria.

### 2021: l'oro olimpico e mondiale di inseguimento a squadre e il bis mondiale a cronometro
Nel 2021 Ganna fa il suo debutto stagionale su strada in febbraio all'Étoile de Bessèges, aggiudicandosi le ultime due frazioni della corsa, una in linea e una a cronometro. Conquista poi la cronometro dell'UAE Tour, mentre nella prova contro il tempo della Tirreno-Adriatico a San Benedetto del Tronto è terzo, battuto da Van Aert e Küng. Nel mese di maggio prende parte al Giro d'Italia, sua seconda partecipazione alla competizione. Vince la prima tappa, una cronometro individuale a Torino, e indossa nuovamente la maglia rosa; fa poi sua anche la cronometro conclusiva a Milano, stabilendo il record di cinque cronometro vinte consecutivamente al Giro e battendo il record di Francesco Moser.
In giugno partecipa ai campionati nazionali a cronometro, ma si classifica solo quarto alle spalle di Matteo Sobrero, Edoardo Affini e Mattia Cattaneo. Tra luglio e agosto partecipa quindi alla spedizione azzurra per i Giochi olimpici di Tokyo. Il 28 luglio, nella gara a cronometro su strada, su un percorso a lui non affine, chiude al quinto posto. Il 3 agosto seguente, nel corso della semifinale olimpica dell'inseguimento a squadre contro la Nuova Zelanda (in squadra con Simone Consonni, Francesco Lamon e Jonathan Milan), batte il record del mondo di oltre due secondi con 3'42"307 e si qualifica per la finale per l'oro. Nella finale dell'indomani il quartetto azzurro si aggiudica la medaglia d'oro, fissando al contempo il nuovo record del mondo a 3'42"032.
Rientrato alle gare su strada, l'8 settembre ai campionati europei di Trento vince la staffetta mista in sestetto con Matteo Sobrero, Alessandro De Marchi, Elena Cecchini, Marta Cavalli e Elisa Longo Borghini. L'indomani diventa vice-campione europeo a cronometro, battuto solo da Stefan Küng. Il 19 settembre, nella gara inaugurale dei campionati del mondo su strada nelle Fiandre, si riconferma campione mondiale a cronometro coprendo i 43,3 km del percorso a 54,3 km/h di media oraria, battendo i belgi Wout Van Aert e Remco Evenepoel. Con il secondo titolo iridato si porta così a -2 dai record di Fabian Cancellara e Tony Martin, quattro volte campioni del mondo. Conquista poi il bronzo nella staffetta mista insieme a Marta Cavalli, Elena Cecchini, Elisa Longo Borghini, Edoardo Affini e Matteo Sobrero, alle spalle della Germania e dell'Olanda.
Conclusa la stagione su strada, dal 20 al 24 ottobre partecipa ai campionati del mondo su pista a Roubaix: durante la rassegna conquista l'oro nell'inseguimento a squadre (in squadra con Simone Consonni, Jonathan Milan e Liam Bertazzo, oltre a Francesco Lamon schierato nelle qualificazioni), mentre nell'inseguimento individuale, dopo aver fatto segnare il terzo tempo nelle qualificazioni, conquista il bronzo vincendo la finale per il terzo posto contro lo svizzero Claudio Imhof. Le sue prestazioni del 2021, assieme a quelle di altri rappresentanti dell'Italia principalmente in ambito sportivo, vennero ricompresa dalla stampa nella locuzione «estate d'oro dello sport italiano».

### 2022: il record dell'ora e il quinto mondiale nell’inseguimento

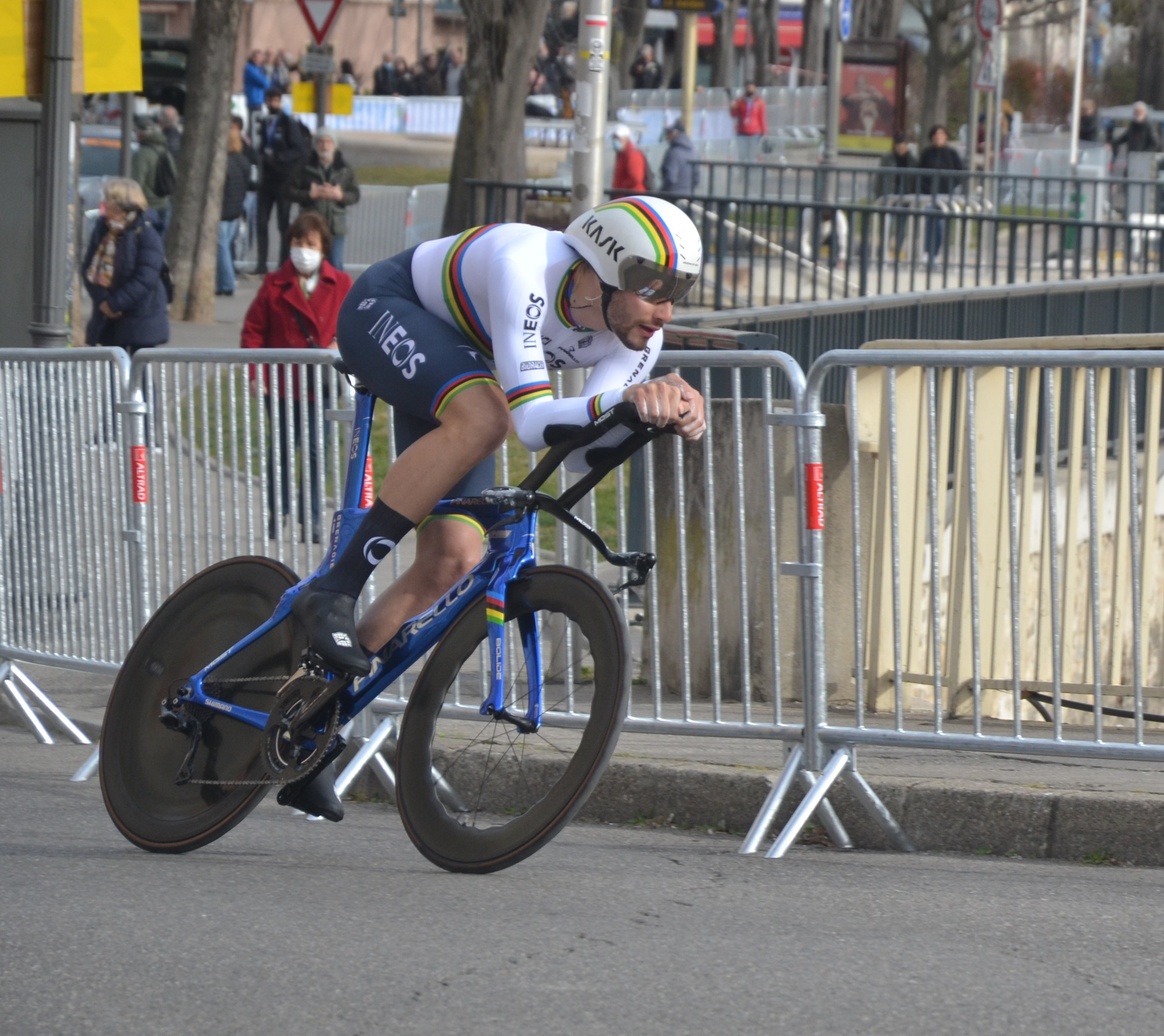
Filippo Ganna in maglia iridata durante la quinta tappa dell'Étoile de Bessèges.

Comincia la stagione 2022 vincendo la quinta tappa, a cronometro, all'Étoile de Bessèges. Partecipa al Tour de Provence, dove vince la prima tappa, l'unica a cronometro. Vince la prima tappa, a cronometro, della Tirreno-Adriatico, precedendo il belga Evenepoel e lo sloveno Pogacar. Partecipa al Critérium du Dauphiné vincendo la quarta tappa, ancora una volta a cronometro, precedendo Wout Van Aert di 2"30. A giugno si laurea campione nazionale a cronometro per la terza volta, precedendo Mattia Cattaneo ed Edoardo Affini.
Esordisce al Tour de France da gregario di Geraint Thomas, con l'obiettivo personale di conquistare le due frazioni a cronometro; non coglie tuttavia il successo in alcuna. Partecipa ai campionati europei di Monaco, dove chiude al terzo posto la prova a cronometro, preceduto dai due svizzeri Stefan Bissegger e Stefan Küng.
L'8 ottobre 2022, al Velodrome Suisse di Grenchen, Filippo Ganna ottiene il nuovo record dell'ora con 56,792 km, battendo il record precedente di Daniel Bigham e superando anche la "miglior prestazione umana sull'ora" detenuta dal 1996 da Chris Boardman.
Il 14 ottobre 2022 si laurea vicecampione del mondo nell'inseguimento a squadre. Il giorno successivo, a soli 6 giorni dal record dell'ora, si laurea per la quinta volta (primo a riuscirci) campione del mondo nell'inseguimento individuale, stabilendo anche il nuovo record del mondo con 3'59"636., che ha detenuto fino ad ottobre 2024 quando è stato battuto da Josh Charlton.

### 2023: il secondo posto alla Sanremo e il sesto titolo mondiale nell'inseguimento

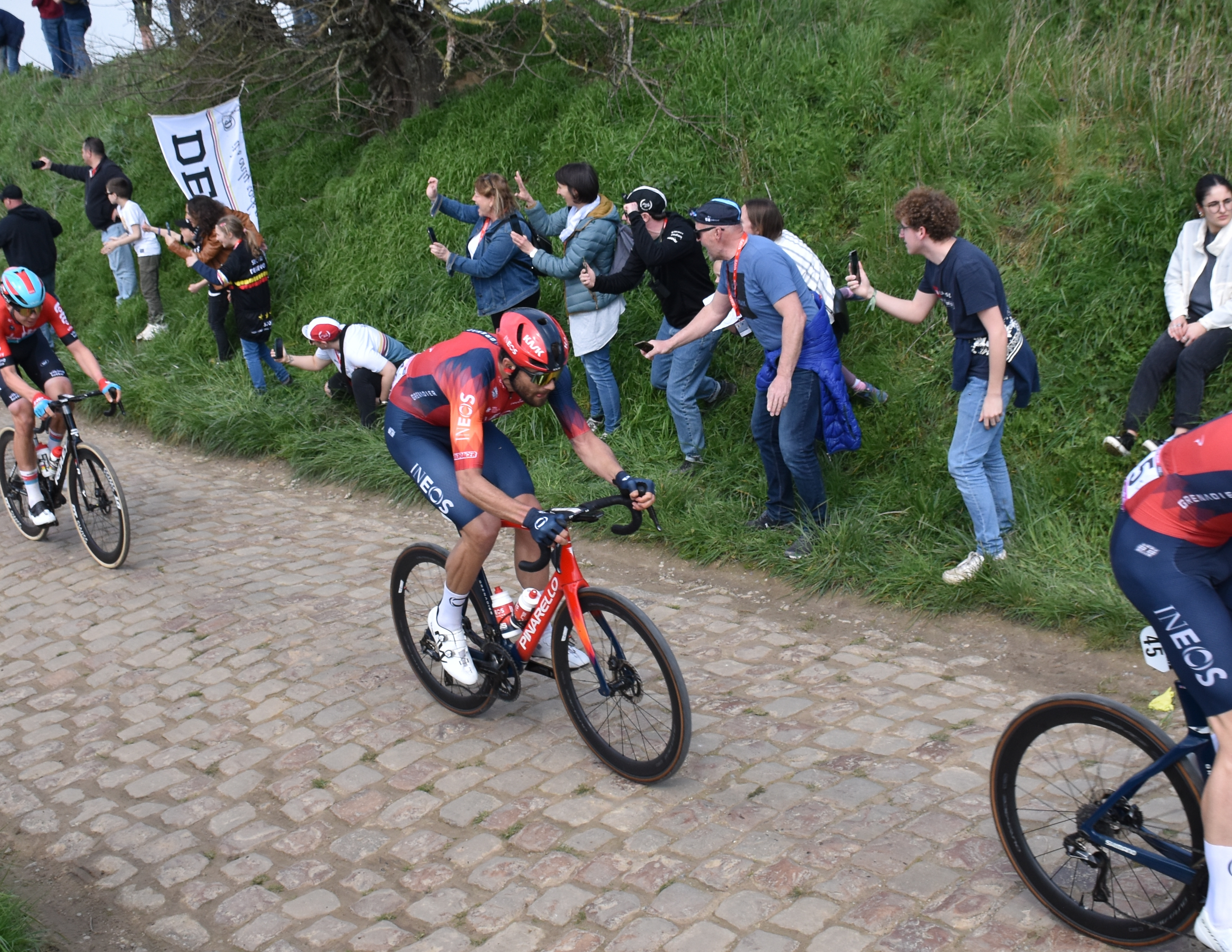
Filippo Ganna impegnato nel settore di pavé di Quiévy à Saint-Python durante la Parigi-Roubaix 2023

Comincia la stagione 2023 con due secondi posti alle corse a tappe Vuelta a San Juan e Volta ao Algarve, per poi vincere la crono inaugurale della Tirreno-Adriatico e conquistare due importanti piazzamenti in due classiche monumento, con un secondo posto alla Milano-Sanremo e un sesto posto alla Parigi-Roubaix. Giunge secondo alla crono inaugurale del Giro d'Italia, dietro Remco Evenepoel, e si ritira dalla competizione alla vigilia della seconda cronometro, nella quale era dato tra i favoriti, a causa di un'infezione da Covid-19.. Il 22 giugno 2023 si conferma campione italiano a cronometro, nella sua quarta vittoria di specialità.
Il 26 luglio si aggiudica la prima corsa a tappe della sua carriera, imponendosi nella classifica generale del giro di Vallonia oltre che in una tappa in volata e una a cronometro.
Il 5 agosto ai campionati del mondo conquista un argento nell'inseguimento a squadre. Il giorno seguente si riconferma campione del mondo nell'inseguimento individuale per la sesta volta vincendo la finale con un'incredibile rimonta su Dan Bigham (l'ultimo giro corso in 14”241 non ha paragoni nella storia della specialità). L'11 agosto conquista l'argento nella prova a cronometro, alle spalle di Remco Evenepoel.
Il 5 settembre vince la sua prima tappa alla Vuelta, conquistando la prova a cronometro di Valladolid precedendo Evenepoel di 16". Si presenta ai campionati europei da capitano per la prova in linea, conclusa al 37º posto dopo essere rimasto coinvolto in due cadute.

### 2024: le due medaglie olimpiche e l'argento mondiale

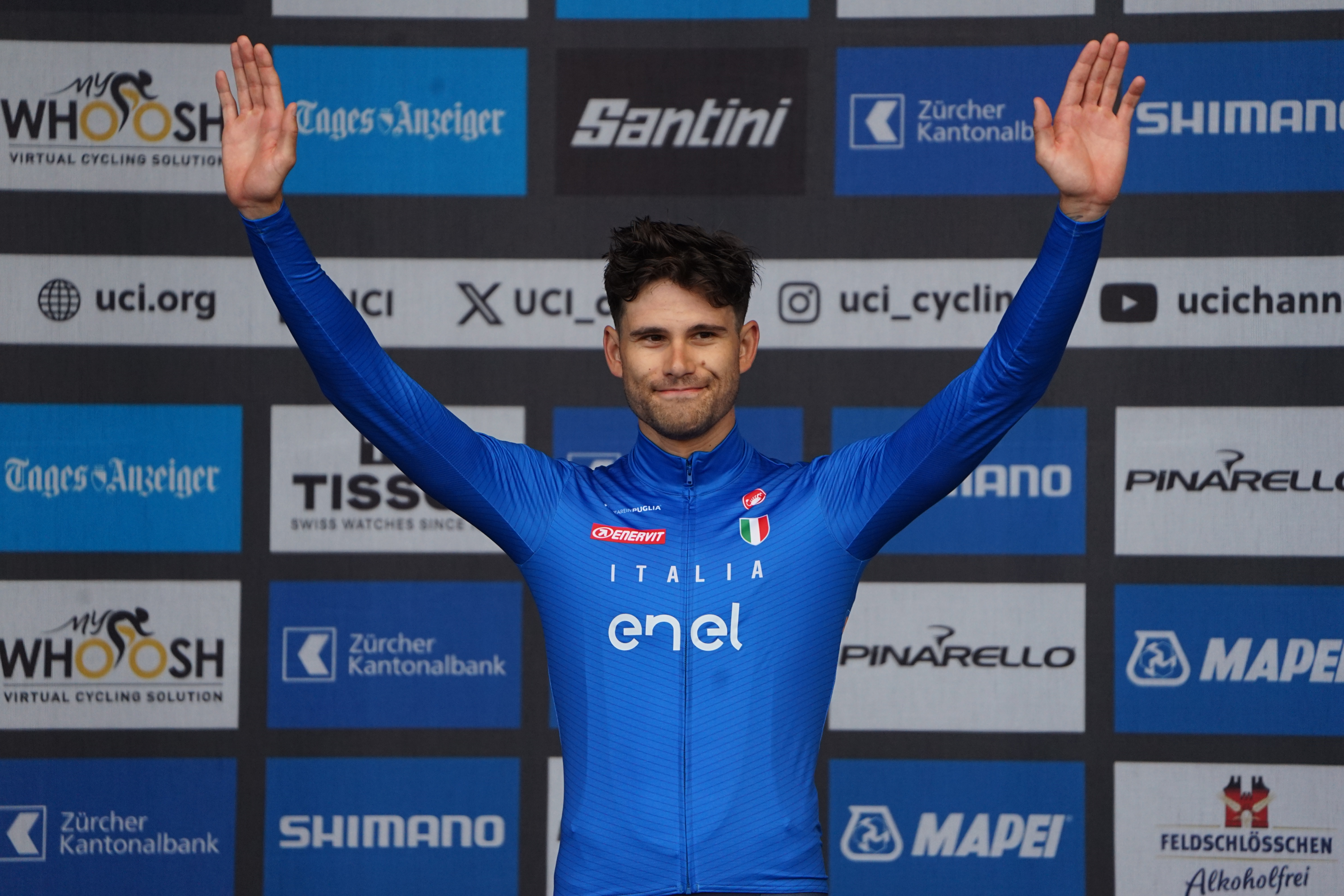
Ganna sul podio della prova a cronometro ai Campionati del mondo di ciclismo su strada 2024 di Zurigo

La stagione 2024 inizia con l'obiettivo dichiarato di conquistare il miglior risultato possibile ai Giochi olimpici di Parigi, sacrificando una parte degli impegni su strada, difatti partecipa alla Milano-Sanremo come gregario per Tom Pidcock e rinuncia alla Parigi-Roubaix. Nonostante ciò conquista la sua settima vittoria di tappa al Giro d'Italia, in occasione della quattordicesima frazione, aggiudicandosi la prova a cronometro da Castiglione delle Stiviere a Desenzano del Garda, dopo aver terminato al secondo posto la prima cronometro, la settima tappa, dietro solo al vincitore della classifica generale, Tadej Pogačar.
Dopo il Giro d'Italia, partecipa a fine giugno ai campionati italiani, conquistando il primo posto nella prova a cronometro e il quarto in quella in linea. L'ultimo appuntamento prima delle Olimpiadi è il Giro d'Austria, dove si aggiudica la terza vittoria stagionale, vincendo la quarta e ultima tappa, battendo il connazionale Diego Ulissi.
Il 27 luglio 2024, durante la prima giornata dei Giochi olimpici di Parigi, chiude al secondo posto la corsa a cronometro che gli vale l’argento, con un tempo di 36'27", preceduto solo dal belga Remco Evenepoel. Il 7 agosto successivo, nella finale dell'inseguimento a squadre maschile su pista vince la gara per il bronzo a discapito della squadra danese, con il tempo di 3'44"197.
La seconda parte di stagione è caratterizzata da problemi fisici, che lo costringono a saltare i Campionati europei, tornando in gara solamente a fine settembre in occasione dei Campionati del mondo di Zurigo, dove si aggiudica la medaglia d'argento, nuovamente alle spalle di Evenepoel, nella prova a cronometro, e quella di bronzo per quanto riguarda la staffetta mista. La stagione si conclude con una caduta e conseguente ritiro alla CRO Race e un altro ritiro al Gran Piemonte, successivamente arriva la rinuncia alla partecipazione ai Campionati del mondo su pista di Ballerup, concludendo una striscia vittoriosa di medaglie iniziata nel 2018.

### La stagione 2025
Filippo Ganna inizia il 2025 ancora difendendo i colori della Ineos-Grenadiers, formazione che, nel corso dell'inverno, ha perso uno dei suoi principali capitani, Tom Pidcock. L'azzurro inizia l'anno facendo segnare, in allenamento, dei tempi molto importanti in salita, risultato di una preparazione che si è svolta esclusivamente per la stagione su strada. 

## Palmarès

### Pista
- 2014 (Juniores)

Campionati italiani, Inseguimento individuale Juniores
- 2015

Campionati italiani, Inseguimento a squadre (con Liam Bertazzo, Alex Buttazzoni, Michele Scartezzini e Paolo Simion)
- 2016

Campionati del mondo, Inseguimento individuale
Campionati europei, Inseguimento individuale Under-23
Sei giorni delle Rose, Inseguimento individuale
- 2017

Campionati europei, Inseguimento individuale
1ª prova Coppa del mondo 2017-2018, Inseguimento a squadre (Pruszków, con Liam Bertazzo, Simone Consonni e Francesco Lamon)
- 2018

Campionati del mondo, Inseguimento individuale
Sei giorni di Torino, Inseguimento individuale
Sei giorni delle Rose, Inseguimento individuale
Campionati europei, Inseguimento a squadre (con Liam Bertazzo, Francesco Lamon, Michele Scartezzini ed Elia Viviani)
- 2019

6ª prova Coppa del mondo 2018-2019, Inseguimento a squadre (Hong Kong, con Liam Bertazzo, Francesco Lamon e Davide Plebani)
Campionati del mondo, Inseguimento individuale
1ª prova Coppa del mondo 2019-2020, Inseguimento individuale (Minsk)
- 2020

Campionati del mondo, Inseguimento individuale
- 2021

Giochi olimpici, Inseguimento a squadre (con Simone Consonni, Francesco Lamon e Jonathan Milan)
Campionati del mondo, Inseguimento a squadre (con Simone Consonni, Francesco Lamon e Jonathan Milan)
- 2022

Sei giorni delle Rose, (con Michele Scartezzini)
Campionati del mondo, Inseguimento individuale
- 2023

Campionati europei, Inseguimento a squadre (con Francesco Lamon, Jonathan Milan, Manlio Moro e Simone Consonni)
Campionati del mondo, Inseguimento individuale

### Strada
- 2013 (Castanese Verbania Juniores)[1]

Bracciale del Cronoman - Alice Castello (cronometro)
Bracciale del Cronoman - Sant'Angelo di Gatteo (cronometro)
Bracciale del Cronoman - Ponte San Giovanni (cronometro)
Trofeo Ristorante Violella (cronometro)
Bracciale del Cronoman - Romanengo (cronometro)
Memorial Luigi Bocca
- 2014 (Aspirat. Otelli-Castanese Juniores)[1]

Gran Premio San Giuseppe
Crono Sbirro - Memorial Daniele (cronometro)
Gran Premio UCAT 1907
Campionati italiani, prova a cronometro Juniores
100 km del Monviso - Pianzo
Trofeo Emilio Paganessi
Chrono des Nations Juniores (cronometro)
- 2015 (Viris Maserati-Sisal Matchpoint)[1]

Cronometro di Città di Castello (cronometro)
Bracciale del Cronoman - Fontanafredda (cronometro)
Chrono Champenois (cronometro)
- 2016 (Team Colpack)[1]

Grand Prix Laguna Poreč
Gran Premio Sogepu - Città di Castello
Cronosbirro - Mongrando
Parigi-Roubaix Espoirs
Campionati italiani, prova a cronometro Under-23
Cronometro di Valeggio sul Mincio
- 2019 (Team Sky/Ineos, tre vittorie)

1ª tappa Tour de la Provence (Saintes-Maries-de-la-Mer > Saintes-Maries-de-la-Mer, cronometro)
Campionati italiani, prova a cronometro
6ª tappa BinckBank Tour (L'Aia > L'Aia, cronometro)
- 2020 (Team Ineos/Ineos Grenadiers, sette vittorie)

Campionati italiani, prova a cronometro
8ª tappa Tirreno-Adriatico (San Benedetto del Tronto > San Benedetto del Tronto, cronometro)
Campionati del mondo, prova a cronometro
1ª tappa Giro d'Italia (Monreale > Palermo, cronometro)
5ª tappa Giro d'Italia (Mileto > Camigliatello Silano)
14ª tappa Giro d'Italia (Conegliano > Valdobbiadene, cronometro)
21ª tappa Giro d'Italia (Cernusco sul Naviglio > Milano, cronometro)
- 2021 (Ineos Grenadiers, sei vittorie)

4ª tappa Étoile de Bessèges (Rousson > Saint-Siffret)
5ª tappa Étoile de Bessèges (Alès > Alès, cronometro)
2ª tappa UAE Tour (Al Hudayriat Island > Al Hudayriat Island, cronometro)
1ª tappa Giro d'Italia (Torino > Torino, cronometro)
21ª tappa Giro d'Italia (Senago > Milano, cronometro)
Campionati del mondo, prova a cronometro
- 2022 (Ineos Grenadiers, sei vittorie)

5ª tappa Étoile de Bessèges (Alès > Alès, cronometro)
Prologo Tour de la Provence (Berre-l'Étang > Berre-l'Étang, cronometro)
1ª tappa Tirreno-Adriatico (Lido di Camaiore > Lido di Camaiore, cronometro)
4ª tappa Giro del Delfinato (Montbrison > Castello La Bâtie d’Urfé, cronometro)
Campionati italiani, prova a cronometro
Prologo Giro di Germania (Weimar > Weimar, cronometro)
- 2023 (Ineos Grenadiers, otto vittorie)

5ª tappa Vuelta a San Juan Internacional (Chimbas > Alto Colorado
Classifica generale Vuelta a San Juan Internacional
1ª tappa Tirreno-Adriatico (Lido di Camaiore > Lido di Camaiore, cronometro)
Campionati italiani, prova a cronometro
1ª tappa Giro di Vallonia (Huy > Hamoir)
4ª tappa Giro di Vallonia (Mons > Mons, cronometro)
Classifica generale Giro di Vallonia
10ª tappa Vuelta a España (Valladolid > Valladolid, cronometro)
- 2024 (Ineos Grenadiers, tre vittorie)

14ª tappa Giro d'Italia (Castiglione delle Stiviere > Desenzano del Garda, cronometro)
Campionati italiani, prova a cronometro
4ª tappa Österreich-Rundfahrt (St. Johann/Alpendorf > Kals)
- 2025 (Ineos Grenadiers, due vittorie)

1ª tappa Tirreno-Adriatico (Lido di Camaiore > Lido di Camaiore, cronometro)
Campionati italiani, prova a cronometro

#### Altri successi
- 2018 (UAE Team Emirates)

Classifica giovani Vuelta a San Juan
- 2021 (Ineos Grenadiers)

Campionati europei, Staffetta mista
- 2022 (Ineos Grenadiers)

Record dell'ora

## Piazzamenti

### Grandi Giri
- Giro d'Italia

2020: 61º
2021: 118º
2023: non partito (8ª tappa)
2024: 101º
- Tour de France

2022: 94º
2025: ritirato (1ª tappa)
- Vuelta a España

2023: 104º

### Classiche monumento
- Milano-Sanremo

2018: 161º
2019: 114º
2020: 73º
2021: 63º
2022: 51º
2023: 2º
2024: 40º
2025: 2º
- Giro delle Fiandre

2018: ritirato
2019: 98º
2025: 8º
- Parigi-Roubaix

2018: fuori tempo massimo
2019: ritirato
2022: 35º
2023: 6º
2025: 13º
- Giro di Lombardia

2023: 117º

### Competizioni mondiali
- Campionati del mondo su pista

Glasgow 2013 - Inseguimento ind. Juniores: 13º
Seul 2014 - Inseguimento a squadre Juniores: 4º
Seul 2014 - Inseguimento ind. Juniores: 16º
Londra 2016 - Inseguimento a squadre: 4º
Londra 2016 - Inseguimento individuale: vincitore
Hong Kong 2017 - Inseguimento a squadre: 3º
Hong Kong 2017 - Inseguimento individuale: 2º
Apeldoorn 2018 - Inseguimento a squadre: 3º
Apeldoorn 2018 - Inseguimento individuale: vincitore
Pruszków 2019 - Inseguimento a squadre: 10º
Pruszków 2019 - Inseguimento individuale: vincitore
Berlino 2020 - Inseguimento a squadre: 3º
Berlino 2020 - Inseguimento individuale: vincitore
Roubaix 2021 - Inseguimento a squadre: vincitore
Roubaix 2021 - Inseguimento individuale: 3º
Saint-Quentin-en-Yvelines 2022 - Inseguimento a squadre: 2º
Saint-Quentin-en-Yvelines 2022 - Inseguimento individuale: vincitore
Glasgow 2023 - Inseguimento a squadre: 2º
Glasgow 2023 - Inseguimento individuale: vincitore
- Campionati del mondo su strada

Toscana 2013 - Cronometro Juniores: 32º
Ponferrada 2014 - Cronometro Juniores: 4º
Ponferrada 2014 - In linea Juniores: 41º
Richmond 2015 - Cronometro Under-23: 13º
Doha 2016 - Cronometro Under-23: 14º
Doha 2016 - In linea Under-23: ritirato
Yorkshire 2019 - Cronometro Elite: 3º
Imola 2020 - Cronometro Elite: vincitore
Fiandre 2021 - Cronometro Elite: vincitore
Fiandre 2021 - Staffetta: 3º
Wollongong 2022 - Cronometro Elite: 7º
Wollongong 2022 - Staffetta: 2º
Glasgow 2023 - Cronometro Elite: 2º
Zurigo 2024 - Cronometro Elite: 2º
Zurigo 2024 - Staffetta mista: 3º
- Giochi olimpici

Rio de Janeiro 2016 - Inseguimento a squadre: 6º
Tokyo 2020 - Cronometro: 5º
Tokyo 2020 - Inseguimento a squadre: vincitore
Parigi 2024 - Cronometro: 2º
Parigi 2024 - Inseguimento a squadre: 3º

### Competizioni europee
- Campionati europei su pista

Atene 2015 - Inseguimento individuale Under-23: 6º
Brno 2016 - Inseguimento a squadre Under-23: 2º
Brno 2016 - Inseguimento individuale Under-23: vincitore
St-Quentin-en-Yv. 2016 - Inseguimento a squadre: 2º
St-Quentin-en-Yv. 2016 - Inseguimento individuale: 2º
Berlino 2017 - Inseguimento a squadre: 2º
Berlino 2017 - Inseguimento individuale: vincitore
Glasgow 2018 - Inseguimento a squadre: vincitore
Glasgow 2018 - Inseguimento individuale: 6º
Apeldoorn 2019 - Inseguimento a squadre: 2º
Grenchen 2023 - Inseguimento a squadre: vincitore
- Campionati europei su strada

Frýdek-Místek 2013 - Cronometro Juniores: 16º
Nyon 2014 - Cronometro Juniores: 4º
Plumelec 2016 - Cronometro Under-23: 2º
Plumelec 2016 - In linea Under-23: 6º
Herning 2017 - Cronometro Elite: 9º
Herning 2017 - In linea Elite: ritirato
Glasgow 2018 - Cronometro Elite: 12º
Alkmaar 2019 - Cronometro Elite: 6º
Trento 2021 - Staffetta mista: vincitore
Trento 2021 - Cronometro Elite: 2º
Trento 2021 - In linea Elite: ritirato
Monaco di Baviera 2022 - Cronometro Elite: 3º
Monaco di Baviera 2022 - In linea Elite: 61º
Drenthe 2023 - In linea Elite: 37º

## Riconoscimenti
- Giglio d'Oro nel 2020[84] e nel 2023[85]
- Oscar TuttoBici nel 2023[86]